# Török István (történész)
Török István (Kolozsvár, 1849. december 30. – Kolozsvár, 1918. október 3.) bölcseleti doktor, történész, református főiskolai tanár, kollégiumi igazgató.

## Élete
Földműves szülők gyermeke. A gimnázium I-VIII. osztályait a kolozsvári református kollégiumban végezte 1863-tól 1871-ig. Az 1871-72. iskolai évben ugyanezen kollégiumban mint az első elemi osztály tanítója működött. A gimnáziumban különösen a történelmi tanulmányok iránt tanúsított kiválóbb vonzalmat, melyet Sámi László tanár előadásai fokoztak. Ugyanezen tudományok tanulmányozásával töltött el négy évet a kolozsvári egyetemen 1872-től. 1876. szeptember 14-én bölcseletdoktori, 1871. február 1-jén tanári oklevelet nyert. 1876-77-ben szaktanár, 1877-től 1881 novemberig állandósított segéd-, 1881 novemberétől 1882 júniusáig helyettes tanár volt a kolozsvári református kollégiumban. 1882. május 16-án választatott meg ugyanide a történelmi tanszékre rendes tanárnak. Később a kolozsvári református kollégium államilag segélyezett főgimnáziumának igazgatója volt. 1908-ban vonult nyugdíjba.

## Írásai
Cikkei a kolozsvári Ellenzékben (1882. szept. 20. Kossuth Lajos rövid életrajza); a kolozsvári ref. kollegium Értesítőjében (1883. A Querela Hungariae és az általa támasztott polemia. Tanári beköszöntő); az Erdélyi Múzeum-egylet bölcsészet-, nyelv- és történelem szakosztály kiadványaiban (1884. Részletek és adatok a kolozsvári ev. ref. collegium XVIII. száz évi történelméből Huszti András, 1888. Adalék a kolozsvári nyomda vezetőinek életrajzához: Páldy Székely István, Kapronczai Ádám); az országos Középtanodai Tanáregyesület Közlönyében (1883-84. Vitatta, hogy a világtörténet tanítása középiskoláinkban szükséges); a Prot. Közlönyben (1886. 13., 14. sz. Verestói György, kolozsvári tanár, később ref. püspök 1728-1764., 1887. 52. sz. Adalék Bod Péter életrajzához); az Erdélyi Múzeumban (1896. Deáki Filep Pál életrajzához, 1898. A babona áldozata, Az erdélyi hirlapirodalom történetéhez, 1900. Barth Péter és a nyomdaszabadalom, 1901. Ének papok felavatására a XVII. század első feléből, Egy ismeretlen latin-magyar szótár 1653-64 körül, 1907. 1698-ki adalék tótfalusi Kis Miklós életrajzához).

## Munkái
- IV. Henrik politikája. Kolozsvár, 1876. (Doktori értekezés).
- Magyarország történelme. Népiskolák számára. Uo. 1884. (2. jav. kiadás egy térképpel. 1890., 3. jav. kiadás 17 képpel. 1899. Uo.).
- Magyarország történelme középtanodák és tanítóképzők számára. Uo. 1884.
- A kolozsvári iparos egylet története 1860-1885. Uo. 1886.
- Magyarország történelme a középiskolák alsó osztályai és polgári iskolák számára. 2. jav. kiadás. Térképpel. Uo. 1887.
- Györgyfalvi és abafái templomaink elfoglalása. Uo. 1900. (Különny. az Erdélyi Prot. Lapból).
- Magyarország történelme a középiskolák III. és IV. oszt. számára. Bpest, 1901.
- A kolozsvári ev. ref. collegium története. Kolozsvár, 1905. Három kötet.